# Antonio Di Donna
Antonio Di Donna (Ercolano, 1º settembre 1952) è un vescovo cattolico italiano, dal 18 settembre 2013 vescovo di Acerra e dal 26 gennaio 2021 presidente della Conferenza episcopale campana.

## Biografia
Nasce ad Ercolano, in provincia ed arcidiocesi di Napoli, il 1º settembre 1952 da Ciro Di Donna, ferroviere, e da Carmela Cozzolino, casalinga.

### Formazione e ministero sacerdotale
Frequenta gli studi presso il seminario arcivescovile di Napoli.
Il 14 aprile 1976 è ordinato presbitero dal cardinale Corrado Ursi.
Consegue poi la licenza in teologia pastorale presso la Pontificia Facoltà Teologica dell'Italia Meridionale e il dottorato in teologia presso l'Università Pontificia Salesiana.
Dal 1976 al 1978 è collaboratore presso la parrocchia del Santissimo Rosario a Ercolano. Qui, in onore del suo dono di "risvegliare la fede delle persone" viene chiamato "Il Risveglio".
Dal 1978 al 2007 è docente di teologia pastorale presso la Pontificia Facoltà Teologica dell'Italia Meridionale e docente negli istituti di scienze religiose di Napoli, Avellino, Capua, Alife-Caiazzo.
Dal 1993 al 2007 è parroco di Santa Maria della Natività e di San Ciro a Portici.
Ricopre inoltre i seguenti incarichi: direttore dell'ufficio catechistico diocesano, decano della forania di Ercolano, responsabile della formazione nel seminario maggiore, incaricato della formazione permanente dei preti giovani e del presbiterio diocesano, vicario episcopale per la pastorale diocesana.

### Ministero episcopale
Il 4 ottobre 2007 papa Benedetto XVI lo nomina vescovo ausiliare di Napoli e titolare di Castello di Numidia. L'11 novembre successivo riceve l'ordinazione episcopale, nella cattedrale di Napoli, dal cardinale Crescenzio Sepe, arcivescovo di Napoli, co-consacranti Francescantonio Nolè, vescovo di Tursi-Lagonegro, e Filippo Iannone, ausiliare di Napoli.
Il 18 settembre 2013 papa Francesco lo nomina vescovo di Acerra; succede a Salvatore Giovanni Rinaldi, dimessosi per raggiunti limiti di età. Il 10 novembre prende possesso della diocesi.
È stato membro del comitato preparatorio al 5º Convegno ecclesiale di Firenze.
Il 26 gennaio 2021 è eletto presidente della Conferenza episcopale campana, dopo esserne stato segretario generale dal 10 dicembre 2011. Nel 2021 è insignito del riconoscimento "Acerrano dell'Anno".

## Genealogia episcopale
La genealogia episcopale è:
- Cardinale Scipione Rebiba
- Cardinale Giulio Antonio Santori
- Cardinale Girolamo Bernerio, O.P.
- Arcivescovo Galeazzo Sanvitale
- Cardinale Ludovico Ludovisi
- Cardinale Luigi Caetani
- Cardinale Ulderico Carpegna
- Cardinale Paluzzo Paluzzi Altieri degli Albertoni
- Papa Benedetto XIII
- Papa Benedetto XIV
- Papa Clemente XIII
- Cardinale Enrico Benedetto Stuart
- Papa Leone XII
- Cardinale Chiarissimo Falconieri Mellini
- Cardinale Camillo Di Pietro
- Cardinale Mieczysław Halka Ledóchowski
- Cardinale Jan Maurycy Paweł Puzyna de Kosielsko
- Arcivescovo Józef Bilczewski
- Arcivescovo Bolesław Twardowski
- Arcivescovo Eugeniusz Baziak
- Papa Giovanni Paolo II
- Cardinale Crescenzio Sepe
- Vescovo Antonio Di Donna

## Araldica
| Stemma | Descrizione |
| ------ | --- |
|        | Lo stemma del vescovo Antonio rimanda alla città di Ercolano, città di nascita. Di Ercolano è rappresentata, anzitutto, la beata Vergine Maria, venerata nella basilica di Santa Maria a Pugliano, simboleggiata dalla stella; poi il Vesuvio ed il mare, rappresentati nel riquadro sinistro inferiore. Nel riquadro destro inferiore c'è il libro del Vangelo, segno dell'impegno di evangelizzazione, con l'alfa e l'omega, segno del Cristo, inizio e compimento della storia. Il motto "Apparuit humanitas Dei nostri" ("È apparsa l'umanità del nostro Dio") è tratto dalla lettera di Paolo a Tito (2,11). Il versetto fa parte del brano che si proclama nella Messa della notte di Natale. Esso richiama il mistero dell'incarnazione, fondamento della nostra fede, mirabilmente cantato da Sant'Alfonso. Inoltre, richiama la fedeltà a Dio e all'uomo, legge fondamentale dell'evangelizzazione. Esprime, infine, l'impegno a vivere relazioni umane significative e ad “umanizzare” i molteplici ambiti della vita. |